# Зельонкі (Єнджейовський повіт)
Зельонкі (пол. Zielonki) — село в Польщі, у гміні Сендзішув Єнджейовського повіту Свентокшиського воєводства.
Населення — 330 осіб (2011).
У 1975-1998 роках село належало до Келецького воєводства.

## Демографія
Демографічна структура на день 31 березня 2011 року:
|          | Загалом | Допрацездатний вік | Працездатний вік | Постпрацездатний вік |
| -------- | ------- | ------------------ | ---------------- | -------------------- |
| Чоловіки | 172     | 26                 | 125              | 21                   |
| Жінки    | 158     | 28                 | 85               | 45                   |
| Разом    | 330     | 54                 | 210              | 66                   |